# Emma Davies (ciclista)
Emma Davies Jones (nome de solteira Emma Davies, Knutsford, 4 de outubro de 1978) é uma ex-ciclista britânica. Representou o Reino Unido nos Jogos Olímpicos de 2000 e 2004.